# Alex Song
Alexander Dimitri »Alex« Song Billong, kamerunski nogometaš, * 9. september 1987, Douala, Kamerun.
Alex Song je nekdanji profesionalni nogometaš, ki je nazadnje igral za Arta/Solar7 v Džibutiju, in je tudi nekdanji član kamerunske reprezentance. Je bratranec Rigoberta Songa, čeprav ga kliče stric. Igral je kot defenzivni vezist pred branilsko vrsto in včasih tudi nadomešča koga na centralnem in levem branilskem položaju. Originalno je bil na robu prve ekipe, ampak je hitro postal ključen del prve ekipe v predsezoni leta 2009 in je od takrat začel večino tekem, za katere je bil na voljo.

## Osebno življenje
Song je bil rojen v Douali v Kamerunu. Njegov oče je umrl, ko je Song imel tri leta. Od takrat mu je bil njegov slavnejši stric Rigobert Song kot drugi oče in imel ogromen vpliv pri Alexovi izbiri kariere nogometaša. Alex Song je dejal, da je vedno želel svojim otrokom omogočiti lepo otroštvo, ki ga sam ni imel. Poročil se je pri 18 letih in ima dva otroka. Starejši je sin Nolan, ki ima dve leti.
Song ima 10 bratov in 17 sester.

## Klubska kariera

### Bastia
V sezoni 2003-04 se je pridružil mladinski ekipi francoske Bastie. Že v naslednji sezoni je postal član prve ekipe in zbral 34 nastopov. Kot igralec Bastie je vzbudil zanimanje s strani več klubov, med drugim so bili to Inter, Juventus, Manchester United, Lyon in Middlesbrough.

### Arsenal
Song se je na preizkušnji pridružil Arsenalovi ekipi in skupaj z njimi v Avstriji treniral v predsezoni. Tako je napravil vtis na Arsenalovega menedžerja Arsena Wengerja. 11. avgusta 2005 se je za prihajajočo sezono Arsenalu pridružil kot posojen igralec Bastie. Leto kasneje, 11. junija 2006, je z Arsenalom podpisal štiriletno pogodbo, ko je ta njegovem bivšem klubu plačal 1 milijon funtov odškodnine. Debi v Premier League je dočakal 19. septembra 2005. Na igrišče je stopil kot menjava ob zmagi Arsenala nad Evertonom z 2:0. Zbral je tudi več nastopov v Ligi prvakov. Proti koncu sezone Premier League je ob odsotnosti nekaterih igralcev, bil večkrat član prve enajsterice.
Svoj prvi gol za ekipo je dosegel 9. januarja 2007, na tekmi proti Liverpoolu, ko je Arsenal na tekmi Ligaškega pokala na Anfieldu zmagal s 6:3.
30. januarja 2007 je bilo potrjeno, da se Song seli na posodo v Chartlon Athletic do konca sezone. Čeprav je napravil vtis je Charlton izpadel v drugo ligi in Song se je vrnil v Arsenal.
Tekom sezone 2007-08 je začenjal tekme v Ligaškem pokalu kot osrednji branilec. Zaradi nastopa na Afriškem pokalu narodov je izpustil polfinalno tekmo proti Tottenhamu, kjer je Arsenal izpadel iz tekmovanja. V prvi enajsterici je igral v tekmah proti koncu sezone, najbolj ključno na Old Traffordu proti Manchester Unitedu, ki se je končala z remijem. 
Prvi gol v Ligi prvakov je dosegel na gostovanju proti Fenerbahçeju, ob Arsenalovi zmagi s 5-2. Prvi gol v državnem prvenstvu, skupno tretjega je dosegel 11. aprila 2009 proti Wiganu. Preigral je nekaj nasprotnikov in hladnokrvno zadel v spodnji vratarjev kot. Arsenal je zmagal s 4-1.

#### Sezona 2009-10
Sezono je začel odlično in začel na enajstih od prvih 12 tekem državnega prvenstva. Na arsenal.com je bil oktobra tretji igralec meseca, za soigralcema Cescom Fabregasom in Robinom van Persiejem. S svojimi konstantnimi predstavami je postal eno izmed prvih imen ekipe. 25. novembra 2009 je podpisal pet-letno pogodbo in se tako s klubom zavezal do leta 2014. Svoj drugi gol v prvenstvu je dosegel 30. decembra 2009 in postavil končni izid ob zmagi nad Portsmouthom. V tej sezoni je iz celotne ekipe Song najbolj napredoval in tako potrdil mesto v prvi enajsterici.

#### Sezona 2010-11
11. septembra 2010 je proti Boltonu dosegel 1000. gol Arsenala pod Wengerjevim okriljem. Arsenal je zmagal s 4-1.

## Mednarodna kariera
Kljub temu, da ni imel nobenega nastopa za Kamerunsko reprezentanco, je bil vpoklican za Afriški pokal narodov 2008. Mednarodni debi je imel v njihovi prvi tekmi v skupini, poraz 4-2 proti Egiptu. Po prvem polčasu je zamenjal Stéphana Mbio in se pridružil stricu Rigobertu na igrišču. Za čas turnirja je bil pravo odkritje obrambne vrste Kameruna. Prislužil si je tudi nagrado za igralca tekme v polfinalu, ampak se je poškodoval v finalni tekmi proti Egiptu. Klub temu je bil tudi vključen v najboljšo enajsterico turnirja.
Song je bil vpoklican tudi v Afriški pokal narodov 2010 in je bil edini Kamerunec vključen v ekipo turnirja.

## Klubska statistika
(dopolnjeno 11. septembra 2010)
| Klub                        | Sezona           | Liga    | Liga | Liga   | Pokal   | Pokal | Pokal  | Evropa  | Evropa | Evropa | Skupno  | Skupno | Skupno |
| Klub                        | Sezona           | Nastopi | Goli | Podaje | Nastopi | Goli  | Podaje | Nastopi | Goli   | Podaje | Nastopi | Goli   | Podaje |
| --------------------------- | ---------------- | ------- | ---- | ------ | ------- | ----- | ------ | ------- | ------ | ------ | ------- | ------ | ------ |
| Bastia                      | 2004–05          | 31      | 0    | 0      | 0       | 0     | 0      | 0       | 0      | 0      | 31      | 0      | 0      |
| Skupno                      | Skupno           | 31      | 0    | 0      | 0       | 0     | 0      | 0       | 0      | 0      | 31      | 0      | 0      |
| Arsenal                     | 2005–06          | 5       | 0    | 0      | 2       | 0     | 0      | 2       | 0      | 0      | 9       | 0      | 0      |
| Arsenal                     | 2006–07          | 2       | 0    | 0      | 3       | 1     | 0      | 1       | 0      | 0      | 6       | 1      | 0      |
| Charlton Athletic (posojen) | 2006–07          | 12      | 0    | 1      | 0       | 0     | 0      | 0       | 0      | 0      | 12      | 0      | 1      |
| Arsenal                     | 2007–08          | 9       | 0    | 0      | 3       | 0     | 0      | 3       | 0      | 0      | 15      | 0      | 1      |
| Arsenal                     | 2008–09          | 31      | 1    | 1      | 6       | 0     | 2      | 11      | 1      | 0      | 48      | 2      | 3      |
| Arsenal                     | 2009–10          | 26      | 1    | 1      | 2       | 0     | 0      | 10      | 0      | 1      | 38      | 1      | 2      |
| Arsenal                     | 2010–11          | 3       | 1    | 0      | 0       | 0     | 0      | 0       | 0      | 0      | 3       | 1      | 0      |
| Skupno                      | Skupno           | 88      | 3    | 3      | 16      | 1     | 2      | 27      | 1      | 1      | 131     | 5      | 7      |
| Skupno v karieri            | Skupno v karieri | 119     | 3    | 3      | 16      | 1     | 2      | 27      | 1      | 1      | 162     | 5      | 7      |

## Dosežki

#### Mednarodno
Zmagovalec
- Afriški pokal do 17 let: 2003[17]

Drugouvrščeni
- Afriški pokal narodov: 2008

#### Individualno
- Afriški pokal narodov: 2008, 2010